# آل (النرويج)
آل (بالنرويجية: Ål)‏ هي إِحدى بلدات مُحافَظة بوسكرود شماليّ غرب العاصِمة أُوسلُو، مملكة النُروِيج. وتبلُغ مِساحتها حوالي (1175 كم²)، ويصلُّ عدد سُكّانها نحوِ 4708 نَسَمَة.

## صور

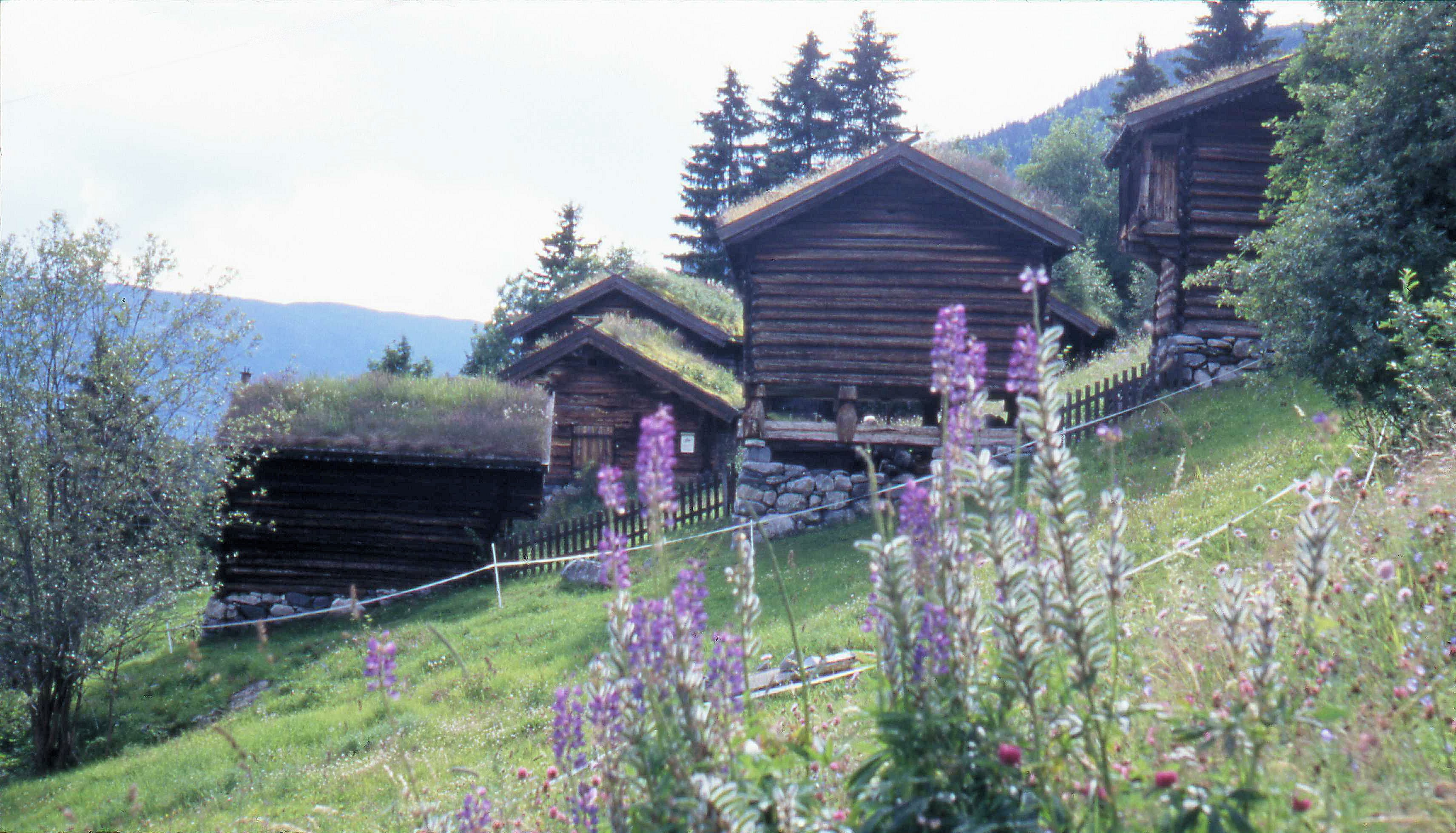
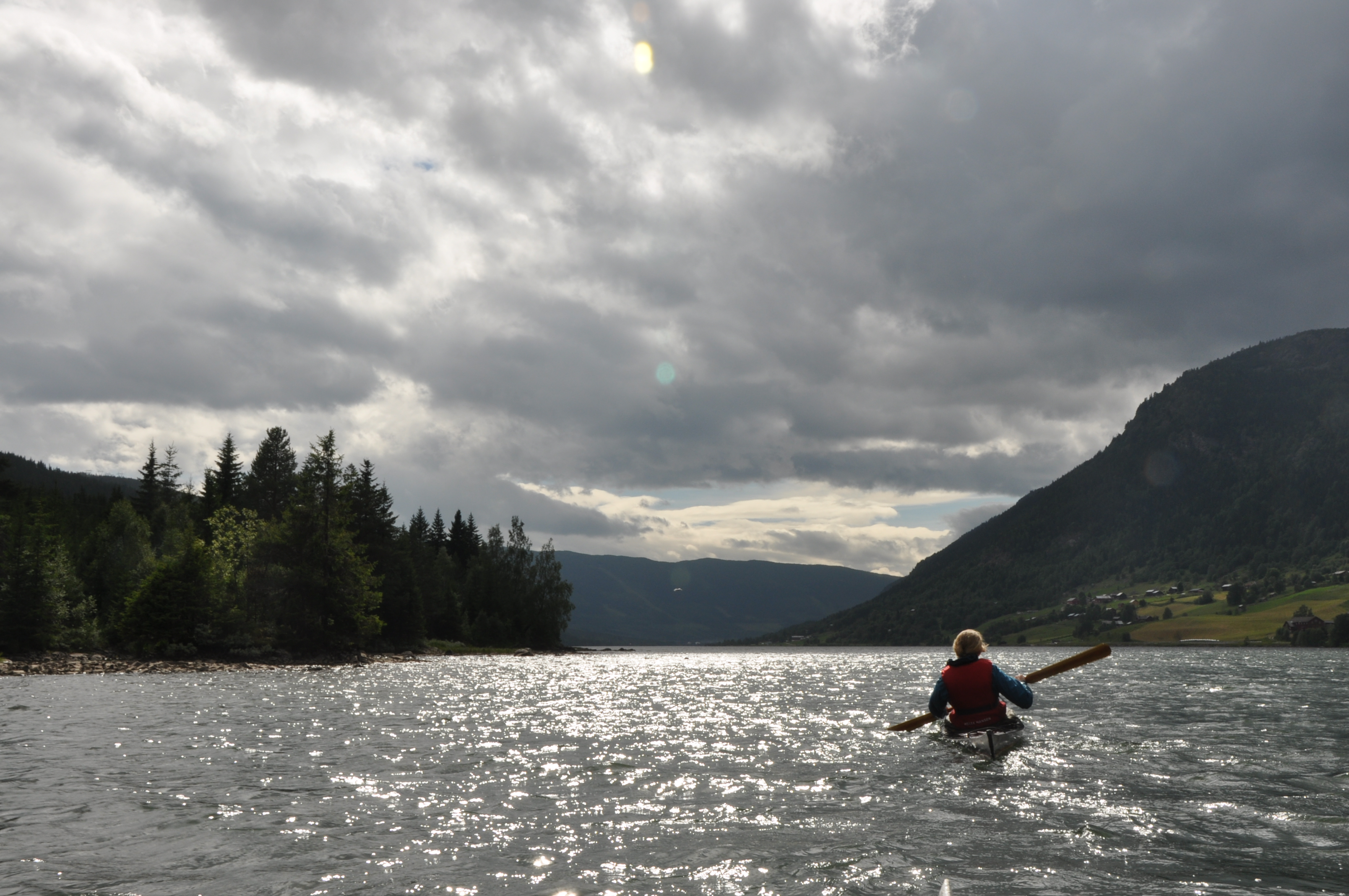
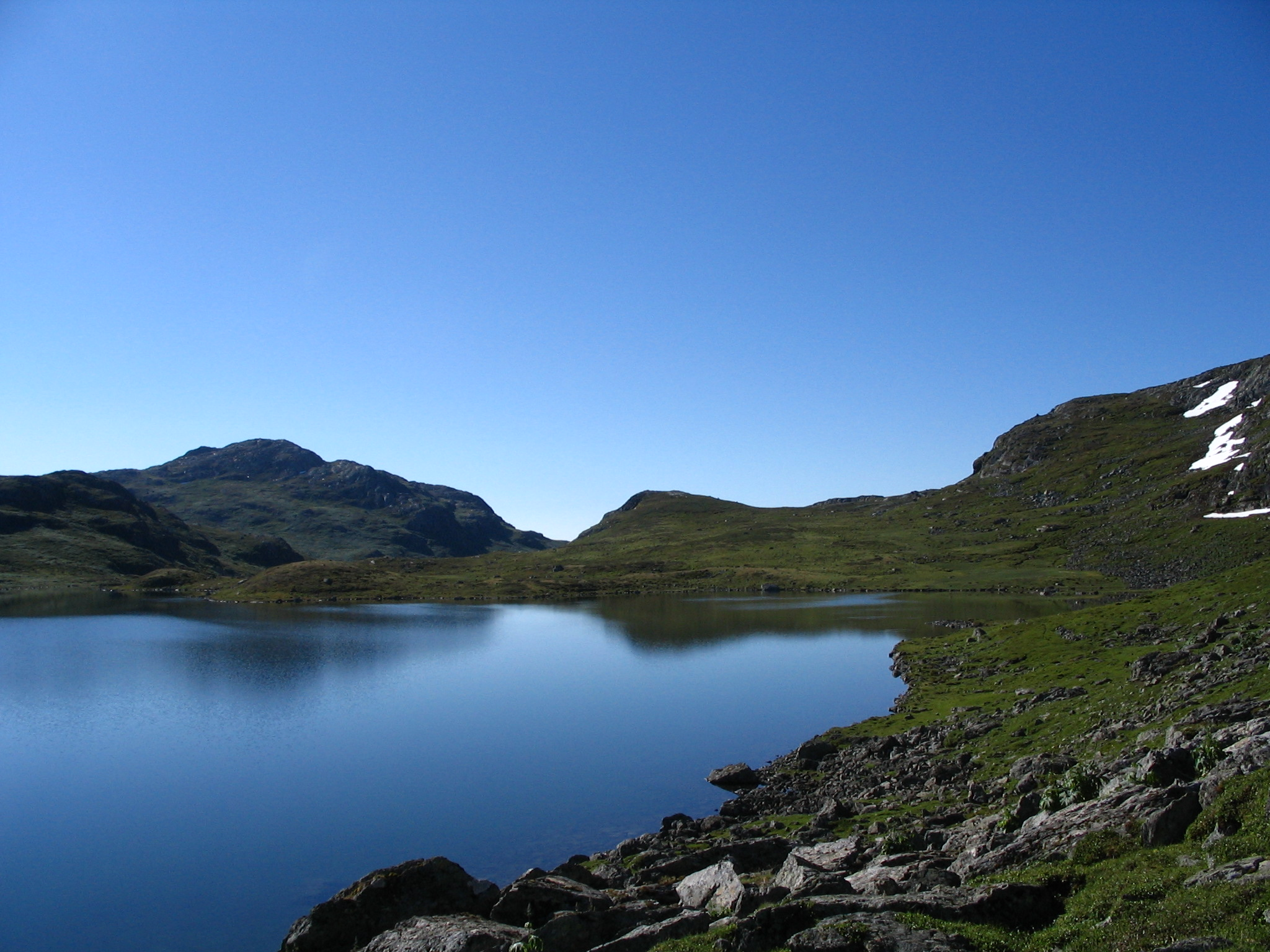

## أعلام
- كارستن إيزاشسين

## وصلات خارجية
- الموقع الرسميّ (باللُغة النُروِيجية).
- المَوسُوعةُ النُروِيجية الكُبرى (باللُغة النُروِيجية).